# Aponyctosauria
De Aponyctosauria zijn een groep uitgestorven pterosauriërs die behoren tot de Pterodactyloidea.
In 2022 werd bij de beschrijving van Epapatelo ontdekt dat die een groep vormt met Simurghia en Alcione die weerd de zustergroep vormt van de Nyctosauridae. Fernandes e.a. definieerden daarom als overkoepelend begrip een klade Aponyctosauria, 'zij die samen met Nyctosaurus een aparte tak vormen', als de groep bestaande uit alle soorten die met Nyctosaurus de synapomorfie hebben van een opperarmbeen met een bijlvormige deltopectorale kam. Zulke op een apomorfie gebaseerde kladen, in de jaren tachtig nog heel gebruikelijk, zijn sindsdien zeldzaam geworden omdat zo'n eigenschap nooit strikt eenduidig is — in dat geval is het bijvoorbeeld niet gedefinieerd wat nu eigenlijk 'bijlvormig' is — en het verder lastig is vast te stellen welke soort precies als eerste het kenmerk toonde of althans als meest basale in een analyse de eigenschap bezit, bijvoorbeeld als toevallig diens opperarmbeen niet bekend is. In ieder geval werd in 2022 gedacht dat de Nyctosauridae, Alcione elainus, Simurghia robusta, en Epapatelo otyikokolo aponyctosauriërs zijn.
De Aponyctosauria moeten zich niet later dan het Turonien hebben afgesplitst en hielden het uit tot minstens het vroege Maastrichtien. Ze behoorden daarmee tot de langst overlevende pterosauriërgroepen.
Het betreft middelgrote tot grote vormen met lange vleugels die in kustgebieden leefden als viseters.
Het onderstaande kladogram toont de positie van de Aponyctosauria in de evolutionaire stamboom volgens het benoemende artikel.
|  | Tethydraco                                                                                        |
|  |                                                                                                   |
|  | \| \| Pteranodon longiceps \| \| \| \| \| \| Pteranodon sternbergi (= Geosternbergia) \| \| \| \| |
|  |                                                                                                   |
|  | Pteranodon longiceps                                                                              |
|  |                                                                                                   |
|  | Pteranodon sternbergi (= Geosternbergia)                                                          |
|  |                                                                                                   |

|  | Pteranodon longiceps                     |
|  |                                          |
|  | Pteranodon sternbergi (= Geosternbergia) |
|  |                                          |

|  | Epapatelo |
|  |           |
|  | Simurghia |
|  |           |
|  | Alcione   |
|  |           |

|  | Nyctosaurus lamegoi                     |
|  |                                         |
|  | Nyctosaurus grandis (= Barbaridactylus) |
|  |                                         |

|  | Nyctosaurus nanus    |
|  |                      |
|  | Nyctosaurus gracilis |
|  |                      |

|  | Nyctosaurus lamegoi                     |
|  |                                         |
|  | Nyctosaurus grandis (= Barbaridactylus) |
|  |                                         |

|  | Nyctosaurus nanus    |
|  |                      |
|  | Nyctosaurus gracilis |
|  |                      |

|  | Nyctosaurus lamegoi                     |
|  |                                         |
|  | Nyctosaurus grandis (= Barbaridactylus) |
|  |                                         |

|  | Nyctosaurus nanus    |
|  |                      |
|  | Nyctosaurus gracilis |
|  |                      |

|  | Nyctosaurus lamegoi                     |
|  |                                         |
|  | Nyctosaurus grandis (= Barbaridactylus) |
|  |                                         |

|  | Nyctosaurus nanus    |
|  |                      |
|  | Nyctosaurus gracilis |
|  |                      |

|  | Epapatelo |
|  |           |
|  | Simurghia |
|  |           |
|  | Alcione   |
|  |           |

|  | Nyctosaurus lamegoi                     |
|  |                                         |
|  | Nyctosaurus grandis (= Barbaridactylus) |
|  |                                         |

|  | Nyctosaurus nanus    |
|  |                      |
|  | Nyctosaurus gracilis |
|  |                      |

|  | Nyctosaurus lamegoi                     |
|  |                                         |
|  | Nyctosaurus grandis (= Barbaridactylus) |
|  |                                         |

|  | Nyctosaurus nanus    |
|  |                      |
|  | Nyctosaurus gracilis |
|  |                      |

|  | Nyctosaurus lamegoi                     |
|  |                                         |
|  | Nyctosaurus grandis (= Barbaridactylus) |
|  |                                         |

|  | Nyctosaurus nanus    |
|  |                      |
|  | Nyctosaurus gracilis |
|  |                      |

|  | Nyctosaurus lamegoi                     |
|  |                                         |
|  | Nyctosaurus grandis (= Barbaridactylus) |
|  |                                         |

|  | Nyctosaurus nanus    |
|  |                      |
|  | Nyctosaurus gracilis |
|  |                      |

|  | Epapatelo |
|  |           |
|  | Simurghia |
|  |           |
|  | Alcione   |
|  |           |

|  | Nyctosaurus lamegoi                     |
|  |                                         |
|  | Nyctosaurus grandis (= Barbaridactylus) |
|  |                                         |

|  | Nyctosaurus nanus    |
|  |                      |
|  | Nyctosaurus gracilis |
|  |                      |

|  | Nyctosaurus lamegoi                     |
|  |                                         |
|  | Nyctosaurus grandis (= Barbaridactylus) |
|  |                                         |

|  | Nyctosaurus nanus    |
|  |                      |
|  | Nyctosaurus gracilis |
|  |                      |

|  | Nyctosaurus lamegoi                     |
|  |                                         |
|  | Nyctosaurus grandis (= Barbaridactylus) |
|  |                                         |

|  | Nyctosaurus nanus    |
|  |                      |
|  | Nyctosaurus gracilis |
|  |                      |

|  | Nyctosaurus lamegoi                     |
|  |                                         |
|  | Nyctosaurus grandis (= Barbaridactylus) |
|  |                                         |

|  | Nyctosaurus nanus    |
|  |                      |
|  | Nyctosaurus gracilis |
|  |                      |

|  | Epapatelo |
|  |           |
|  | Simurghia |
|  |           |
|  | Alcione   |
|  |           |

|  | Nyctosaurus lamegoi                     |
|  |                                         |
|  | Nyctosaurus grandis (= Barbaridactylus) |
|  |                                         |

|  | Nyctosaurus nanus    |
|  |                      |
|  | Nyctosaurus gracilis |
|  |                      |

|  | Nyctosaurus lamegoi                     |
|  |                                         |
|  | Nyctosaurus grandis (= Barbaridactylus) |
|  |                                         |

|  | Nyctosaurus nanus    |
|  |                      |
|  | Nyctosaurus gracilis |
|  |                      |

|  | Nyctosaurus lamegoi                     |
|  |                                         |
|  | Nyctosaurus grandis (= Barbaridactylus) |
|  |                                         |

|  | Nyctosaurus nanus    |
|  |                      |
|  | Nyctosaurus gracilis |
|  |                      |

|  | Nyctosaurus lamegoi                     |
|  |                                         |
|  | Nyctosaurus grandis (= Barbaridactylus) |
|  |                                         |

|  | Nyctosaurus nanus    |
|  |                      |
|  | Nyctosaurus gracilis |
|  |                      |

|  | Epapatelo |
|  |           |
|  | Simurghia |
|  |           |
|  | Alcione   |
|  |           |

|  | Nyctosaurus lamegoi                     |
|  |                                         |
|  | Nyctosaurus grandis (= Barbaridactylus) |
|  |                                         |

|  | Nyctosaurus nanus    |
|  |                      |
|  | Nyctosaurus gracilis |
|  |                      |

|  | Nyctosaurus lamegoi                     |
|  |                                         |
|  | Nyctosaurus grandis (= Barbaridactylus) |
|  |                                         |

|  | Nyctosaurus nanus    |
|  |                      |
|  | Nyctosaurus gracilis |
|  |                      |

|  | Nyctosaurus lamegoi                     |
|  |                                         |
|  | Nyctosaurus grandis (= Barbaridactylus) |
|  |                                         |

|  | Nyctosaurus nanus    |
|  |                      |
|  | Nyctosaurus gracilis |
|  |                      |

|  | Nyctosaurus lamegoi                     |
|  |                                         |
|  | Nyctosaurus grandis (= Barbaridactylus) |
|  |                                         |

|  | Nyctosaurus nanus    |
|  |                      |
|  | Nyctosaurus gracilis |
|  |                      |

|  | Epapatelo |
|  |           |
|  | Simurghia |
|  |           |
|  | Alcione   |
|  |           |

|  | Nyctosaurus lamegoi                     |
|  |                                         |
|  | Nyctosaurus grandis (= Barbaridactylus) |
|  |                                         |

|  | Nyctosaurus nanus    |
|  |                      |
|  | Nyctosaurus gracilis |
|  |                      |

|  | Nyctosaurus lamegoi                     |
|  |                                         |
|  | Nyctosaurus grandis (= Barbaridactylus) |
|  |                                         |

|  | Nyctosaurus nanus    |
|  |                      |
|  | Nyctosaurus gracilis |
|  |                      |

|  | Nyctosaurus lamegoi                     |
|  |                                         |
|  | Nyctosaurus grandis (= Barbaridactylus) |
|  |                                         |

|  | Nyctosaurus nanus    |
|  |                      |
|  | Nyctosaurus gracilis |
|  |                      |

|  | Nyctosaurus lamegoi                     |
|  |                                         |
|  | Nyctosaurus grandis (= Barbaridactylus) |
|  |                                         |

|  | Nyctosaurus nanus    |
|  |                      |
|  | Nyctosaurus gracilis |
|  |                      |

|  | Epapatelo |
|  |           |
|  | Simurghia |
|  |           |
|  | Alcione   |
|  |           |

|  | Nyctosaurus lamegoi                     |
|  |                                         |
|  | Nyctosaurus grandis (= Barbaridactylus) |
|  |                                         |

|  | Nyctosaurus nanus    |
|  |                      |
|  | Nyctosaurus gracilis |
|  |                      |

|  | Nyctosaurus lamegoi                     |
|  |                                         |
|  | Nyctosaurus grandis (= Barbaridactylus) |
|  |                                         |

|  | Nyctosaurus nanus    |
|  |                      |
|  | Nyctosaurus gracilis |
|  |                      |

|  | Nyctosaurus lamegoi                     |
|  |                                         |
|  | Nyctosaurus grandis (= Barbaridactylus) |
|  |                                         |

|  | Nyctosaurus nanus    |
|  |                      |
|  | Nyctosaurus gracilis |
|  |                      |

|  | Nyctosaurus lamegoi                     |
|  |                                         |
|  | Nyctosaurus grandis (= Barbaridactylus) |
|  |                                         |

|  | Nyctosaurus nanus    |
|  |                      |
|  | Nyctosaurus gracilis |
|  |                      |

|  | Epapatelo |
|  |           |
|  | Simurghia |
|  |           |
|  | Alcione   |
|  |           |

|  | Nyctosaurus lamegoi                     |
|  |                                         |
|  | Nyctosaurus grandis (= Barbaridactylus) |
|  |                                         |

|  | Nyctosaurus nanus    |
|  |                      |
|  | Nyctosaurus gracilis |
|  |                      |

|  | Nyctosaurus lamegoi                     |
|  |                                         |
|  | Nyctosaurus grandis (= Barbaridactylus) |
|  |                                         |

|  | Nyctosaurus nanus    |
|  |                      |
|  | Nyctosaurus gracilis |
|  |                      |

|  | Nyctosaurus lamegoi                     |
|  |                                         |
|  | Nyctosaurus grandis (= Barbaridactylus) |
|  |                                         |

|  | Nyctosaurus nanus    |
|  |                      |
|  | Nyctosaurus gracilis |
|  |                      |

|  | Nyctosaurus lamegoi                     |
|  |                                         |
|  | Nyctosaurus grandis (= Barbaridactylus) |
|  |                                         |

|  | Nyctosaurus nanus    |
|  |                      |
|  | Nyctosaurus gracilis |
|  |                      |

|  | Tethydraco                                                                                        |
|  |                                                                                                   |
|  | \| \| Pteranodon longiceps \| \| \| \| \| \| Pteranodon sternbergi (= Geosternbergia) \| \| \| \| |
|  |                                                                                                   |
|  | Pteranodon longiceps                                                                              |
|  |                                                                                                   |
|  | Pteranodon sternbergi (= Geosternbergia)                                                          |
|  |                                                                                                   |

|  | Pteranodon longiceps                     |
|  |                                          |
|  | Pteranodon sternbergi (= Geosternbergia) |
|  |                                          |

|  | Epapatelo |
|  |           |
|  | Simurghia |
|  |           |
|  | Alcione   |
|  |           |

|  | Nyctosaurus lamegoi                     |
|  |                                         |
|  | Nyctosaurus grandis (= Barbaridactylus) |
|  |                                         |

|  | Nyctosaurus nanus    |
|  |                      |
|  | Nyctosaurus gracilis |
|  |                      |

|  | Nyctosaurus lamegoi                     |
|  |                                         |
|  | Nyctosaurus grandis (= Barbaridactylus) |
|  |                                         |

|  | Nyctosaurus nanus    |
|  |                      |
|  | Nyctosaurus gracilis |
|  |                      |

|  | Nyctosaurus lamegoi                     |
|  |                                         |
|  | Nyctosaurus grandis (= Barbaridactylus) |
|  |                                         |

|  | Nyctosaurus nanus    |
|  |                      |
|  | Nyctosaurus gracilis |
|  |                      |

|  | Nyctosaurus lamegoi                     |
|  |                                         |
|  | Nyctosaurus grandis (= Barbaridactylus) |
|  |                                         |

|  | Nyctosaurus nanus    |
|  |                      |
|  | Nyctosaurus gracilis |
|  |                      |

|  | Epapatelo |
|  |           |
|  | Simurghia |
|  |           |
|  | Alcione   |
|  |           |

|  | Nyctosaurus lamegoi                     |
|  |                                         |
|  | Nyctosaurus grandis (= Barbaridactylus) |
|  |                                         |

|  | Nyctosaurus nanus    |
|  |                      |
|  | Nyctosaurus gracilis |
|  |                      |

|  | Nyctosaurus lamegoi                     |
|  |                                         |
|  | Nyctosaurus grandis (= Barbaridactylus) |
|  |                                         |

|  | Nyctosaurus nanus    |
|  |                      |
|  | Nyctosaurus gracilis |
|  |                      |

|  | Nyctosaurus lamegoi                     |
|  |                                         |
|  | Nyctosaurus grandis (= Barbaridactylus) |
|  |                                         |

|  | Nyctosaurus nanus    |
|  |                      |
|  | Nyctosaurus gracilis |
|  |                      |

|  | Nyctosaurus lamegoi                     |
|  |                                         |
|  | Nyctosaurus grandis (= Barbaridactylus) |
|  |                                         |

|  | Nyctosaurus nanus    |
|  |                      |
|  | Nyctosaurus gracilis |
|  |                      |

|  | Epapatelo |
|  |           |
|  | Simurghia |
|  |           |
|  | Alcione   |
|  |           |

|  | Nyctosaurus lamegoi                     |
|  |                                         |
|  | Nyctosaurus grandis (= Barbaridactylus) |
|  |                                         |

|  | Nyctosaurus nanus    |
|  |                      |
|  | Nyctosaurus gracilis |
|  |                      |

|  | Nyctosaurus lamegoi                     |
|  |                                         |
|  | Nyctosaurus grandis (= Barbaridactylus) |
|  |                                         |

|  | Nyctosaurus nanus    |
|  |                      |
|  | Nyctosaurus gracilis |
|  |                      |

|  | Nyctosaurus lamegoi                     |
|  |                                         |
|  | Nyctosaurus grandis (= Barbaridactylus) |
|  |                                         |

|  | Nyctosaurus nanus    |
|  |                      |
|  | Nyctosaurus gracilis |
|  |                      |

|  | Nyctosaurus lamegoi                     |
|  |                                         |
|  | Nyctosaurus grandis (= Barbaridactylus) |
|  |                                         |

|  | Nyctosaurus nanus    |
|  |                      |
|  | Nyctosaurus gracilis |
|  |                      |

|  | Epapatelo |
|  |           |
|  | Simurghia |
|  |           |
|  | Alcione   |
|  |           |

|  | Nyctosaurus lamegoi                     |
|  |                                         |
|  | Nyctosaurus grandis (= Barbaridactylus) |
|  |                                         |

|  | Nyctosaurus nanus    |
|  |                      |
|  | Nyctosaurus gracilis |
|  |                      |

|  | Nyctosaurus lamegoi                     |
|  |                                         |
|  | Nyctosaurus grandis (= Barbaridactylus) |
|  |                                         |

|  | Nyctosaurus nanus    |
|  |                      |
|  | Nyctosaurus gracilis |
|  |                      |

|  | Nyctosaurus lamegoi                     |
|  |                                         |
|  | Nyctosaurus grandis (= Barbaridactylus) |
|  |                                         |

|  | Nyctosaurus nanus    |
|  |                      |
|  | Nyctosaurus gracilis |
|  |                      |

|  | Nyctosaurus lamegoi                     |
|  |                                         |
|  | Nyctosaurus grandis (= Barbaridactylus) |
|  |                                         |

|  | Nyctosaurus nanus    |
|  |                      |
|  | Nyctosaurus gracilis |
|  |                      |

|  | Epapatelo |
|  |           |
|  | Simurghia |
|  |           |
|  | Alcione   |
|  |           |

|  | Nyctosaurus lamegoi                     |
|  |                                         |
|  | Nyctosaurus grandis (= Barbaridactylus) |
|  |                                         |

|  | Nyctosaurus nanus    |
|  |                      |
|  | Nyctosaurus gracilis |
|  |                      |

|  | Nyctosaurus lamegoi                     |
|  |                                         |
|  | Nyctosaurus grandis (= Barbaridactylus) |
|  |                                         |

|  | Nyctosaurus nanus    |
|  |                      |
|  | Nyctosaurus gracilis |
|  |                      |

|  | Nyctosaurus lamegoi                     |
|  |                                         |
|  | Nyctosaurus grandis (= Barbaridactylus) |
|  |                                         |

|  | Nyctosaurus nanus    |
|  |                      |
|  | Nyctosaurus gracilis |
|  |                      |

|  | Nyctosaurus lamegoi                     |
|  |                                         |
|  | Nyctosaurus grandis (= Barbaridactylus) |
|  |                                         |

|  | Nyctosaurus nanus    |
|  |                      |
|  | Nyctosaurus gracilis |
|  |                      |

|  | Epapatelo |
|  |           |
|  | Simurghia |
|  |           |
|  | Alcione   |
|  |           |

|  | Nyctosaurus lamegoi                     |
|  |                                         |
|  | Nyctosaurus grandis (= Barbaridactylus) |
|  |                                         |

|  | Nyctosaurus nanus    |
|  |                      |
|  | Nyctosaurus gracilis |
|  |                      |

|  | Nyctosaurus lamegoi                     |
|  |                                         |
|  | Nyctosaurus grandis (= Barbaridactylus) |
|  |                                         |

|  | Nyctosaurus nanus    |
|  |                      |
|  | Nyctosaurus gracilis |
|  |                      |

|  | Nyctosaurus lamegoi                     |
|  |                                         |
|  | Nyctosaurus grandis (= Barbaridactylus) |
|  |                                         |

|  | Nyctosaurus nanus    |
|  |                      |
|  | Nyctosaurus gracilis |
|  |                      |

|  | Nyctosaurus lamegoi                     |
|  |                                         |
|  | Nyctosaurus grandis (= Barbaridactylus) |
|  |                                         |

|  | Nyctosaurus nanus    |
|  |                      |
|  | Nyctosaurus gracilis |
|  |                      |

|  | Epapatelo |
|  |           |
|  | Simurghia |
|  |           |
|  | Alcione   |
|  |           |

|  | Nyctosaurus lamegoi                     |
|  |                                         |
|  | Nyctosaurus grandis (= Barbaridactylus) |
|  |                                         |

|  | Nyctosaurus nanus    |
|  |                      |
|  | Nyctosaurus gracilis |
|  |                      |

|  | Nyctosaurus lamegoi                     |
|  |                                         |
|  | Nyctosaurus grandis (= Barbaridactylus) |
|  |                                         |

|  | Nyctosaurus nanus    |
|  |                      |
|  | Nyctosaurus gracilis |
|  |                      |

|  | Nyctosaurus lamegoi                     |
|  |                                         |
|  | Nyctosaurus grandis (= Barbaridactylus) |
|  |                                         |

|  | Nyctosaurus nanus    |
|  |                      |
|  | Nyctosaurus gracilis |
|  |                      |

|  | Nyctosaurus lamegoi                     |
|  |                                         |
|  | Nyctosaurus grandis (= Barbaridactylus) |
|  |                                         |

|  | Nyctosaurus nanus    |
|  |                      |
|  | Nyctosaurus gracilis |
|  |                      |

|  | Epapatelo |
|  |           |
|  | Simurghia |
|  |           |
|  | Alcione   |
|  |           |

|  | Nyctosaurus lamegoi                     |
|  |                                         |
|  | Nyctosaurus grandis (= Barbaridactylus) |
|  |                                         |

|  | Nyctosaurus nanus    |
|  |                      |
|  | Nyctosaurus gracilis |
|  |                      |

|  | Nyctosaurus lamegoi                     |
|  |                                         |
|  | Nyctosaurus grandis (= Barbaridactylus) |
|  |                                         |

|  | Nyctosaurus nanus    |
|  |                      |
|  | Nyctosaurus gracilis |
|  |                      |

|  | Nyctosaurus lamegoi                     |
|  |                                         |
|  | Nyctosaurus grandis (= Barbaridactylus) |
|  |                                         |

|  | Nyctosaurus nanus    |
|  |                      |
|  | Nyctosaurus gracilis |
|  |                      |

|  | Nyctosaurus lamegoi                     |
|  |                                         |
|  | Nyctosaurus grandis (= Barbaridactylus) |
|  |                                         |

|  | Nyctosaurus nanus    |
|  |                      |
|  | Nyctosaurus gracilis |
|  |                      |